# Molnupiravir
Molnupiravir, pod zaščitenim imenom Lagevrio, je protivirusna učinkovina, ki zavira razmnoževanje nekaterih RNK-virusov in se uporablja za zdravljenje covida 19, ki ga povzroča SARS-CoV-2.
Molnupiravir je predzdravilo sintetičnega nukleozidnega derivata N4-hidroksicitidina (imenovanega tudi EIDD-1931), ki deluje protivirusno tako, da povzroča napake v novonastajajoči verigi RNK v procesu podvojevanja.
Molnupiravir so v začetku razvili kot zdravilo za zdravljenje gripe, in sicer na Univerzi Emory. Kasneje je molekulo kupilo miamijsko podjetje Ridgeback Biotherapeutics, ki je kasneje za dokončni razvoj zdravila stopilo v sodelovanje z mednarodnim farmacevtskim podjetjem Merck & Co.
Molnupiravir je za klinično uporabo prva odobrila Velika Britanija, in sicer novembra 2021. Evropska agencija za zdravila (EMA) je začela tekoči pregled zdravila 25. oktobra 2021. Odbor za zdravila za humano uporabo pri EMA po preučitvi dokumentacije ni priporočil dodelitve dovoljenja za promet z zdravilom molnupiravir, saj podatki iz kliničnih preskušanj niso nedvomno potrdili učinkovitosti. Proizvajalec je posledično junija 2023 umaknil vlogo za odobritev zdravila.

## Mehanizem delovanja
Molnupiravir zavira razmnoževanje virusa, tako da povzroča nastanek mutirane novonastajajoče RNK v procesu virusne RNK replikacije, ki jo katalizira encim od RNK odvisna RNK-polimeraza. Molnupiravir se presnovi do aktivnega ribonukleozidnega analoga (β-D-N 4-hidroksicitidin 5′-tripfosfat, imenovan tudi  EIDD-1931 5′-trifosfat ali NHC-TP), ki je strukturno podoben citidinu. Med replikacijo virusni encim vgrajuje v novonastajajočo verigo RNK NCH-TP namesto dejanskega citidina.
Molnupiravir je prisoten v dveh oblikah (tavtomerah), od katerih ena posnema strukturo citidina (C), druga pa strukturo uridina (U). NHC-TP-ja virusna eksonukleaza, ki sicer popravlja napake v nastajajoči verigi RNK, ne prepozna kot napako. Ko virusna RNK-polimeraza kopira verigo RNK, ki vsebuje gradnike iz molnupiravirja, jih včasih prekopira kot citidin, včasih kot uridin. V kopiji RNK nastanejo številne mutacije, ki ne omogočajo nastanek novih virusov (gre za t. i. smrtonosno mutagenezo).
|  |

|  |

## Sinteza
Prvič so sintezni postopek molnupiravirja razkrili v patentu, ki ga je Univerza Emory vložila leta 2018.
V prvem sinteznem koraku se uporabi aceton za zaščito dveh hidroksilnih skupin na uridinu, tako da le tretja reagira z anhidridom izomaslene kisline, pri čemer nastane ester. Z dodatkom 1,2,4-triazola in fosforil klorida nastane reaktivni intermediat, v katerem se lahko triazolne komponente zamenjajo s hidroksilaminom. Naposled se z odstranitvijo zaščitnih skupin z mravljično kislino tvori molnupiravir.:93–95
Opisane so tudi alternativne sintezne poti.

## Zgodovina razvoja
Molnupiravir so razvili na Univerzi Emory, in sicer v okviru univerzitetnega podjetja za inovativna zdravila DRIVE (Drug Innovation Ventures at Emory). V 2014 so v Drivu pričeli z rešetanjem molekul z namenom poiskati učinkovino proti virusu venezuelskega konjskega encefalitisa ter pri tem odkrili EIDD-1931. Po pretvorbi v predučinkovino EIDD-2801 (molnupiravir) je molekula izkazala tudi aktivnost proti drugim RNK-virusom, kot so virusi gripe, ebola, čikungunja in različni koronavirusi.
Učinkovina je dobila ime po kladivu (mjölnir) nordijskega boga Thora.
Richard Plemper, profesor na Državni univerzi v Georgii, je bil glavni raziskovalec v preskušanju učinkovitosti učinkovine proti gripi. Preskušanje so finančno podprli ameriški Nacionalni inštituti za zdravje (NIH). Konec leta 2019 je Nacionalni inštitut za alergije in nalezljive bolezni odobril napredovanje preskušanja molnupiravirja proti gripi v prvo fazo klinične raziskave.
Marca 2020 je raziskovalna ekipa izvedla prve teste učinkovitosti molnupiravirja proti SARS-CoV-2 ter pokazala učinkovitost zdravila na človeških celicah, okuženih z novim koronavirusom. Plemperjeva skupina je objavila članek v znanstvenem časopisu Nature Microbiology o peroralni aktivnosti molnupiravirja proti SARS-CoV-2 na živalskem modelu ter potrditvi  preizkusa koncepta, da lahko aplikacija molnupiravirja v prvih 24 urah s popolnim zavrtjem virusa prepreči prenos okužbe na zdrave osebke, ki so v kontaktu z bolnim osebkom in ne prejemajo zdravila.
DRIVE je prodal molnupiravir ameriškemu podjetju Ridgeback Biotherapeutics iz Miamija, ki je kasneje za nadaljnji razvoj zdravila stopil v sodelovanje z mednarodnim farmacevtskim podjetjem Merck & Co.
Septembra 2021 je Merck podelil pravice organizaciji Medicines Patent Pool (MPP), da lahko dalje licencira podjetja za proizvodnjo zdravila in oskrbo z njim v 105 državah z nizkimi ali srednjimi prihodki.

### Zadržki glede varnosti
Maja 2020 je Rick Bright, bivši direktor ameriške Uprave za biomedicinske napredne raziskave in razvoj (BARDA), javnosti razkril, da je Trumpova administracija preslišala njegova opozorila o resnosti položaja v začetku pandemije covida 19 ter da je nanj pritisnila, da v neskladju s pravili po hitrem postopku podpre razvoj še neodobrenih zdravil. Aprila 2020 naj bi bil tudi nezakonito razrešen direktorskega položaja.
Bright je kot direktor BARDE med drugim nasprotoval odobritvi dodatnih državnih sredstev podjetju Ridgeback Biotherapeutics za nadaljnji razvoj zdravila molnupiravir za zdravljenje covida 19. Po njegovem prepričanju je sicer učinkovina izkazala potencialno učinkovitost proti koronavirusom, tudi proti virusu SARS-CoV-2, vendar pa je podjetje od vlade že dotlej prejelo znatno finančno podporo. Bright je tudi želel pred morebitno odobritvijo prejeti podrobnejše podatke o varnosti zdravila, zlasti ker so nekatera druga zdravila iz skupine nukleozidnih analogov v preteklosti že pokazala okvare pri plodu v živalskih modelih.

### Klinično preskušanje proti covidu 19
Julija 2020 je družba Merck objavila, da bo v sodelovanju s podjetjem Ridgeback Biotherapeutics nadaljevala s kliničnim preskušanjem molnupiravirja, z začetkom nadaljnjih kliničnih raziskav v septembru 2020. 19. oktobra 2020 je Merck začel izvajati enoletno klinično preskušanje 2./3. faze, v katerem so se osredotočili na vpliv na hospitalizacijo.
Oktobra 2021 so objavili preliminarne rezultate kliničnega preskušanja, ki so pokazali, da molnupiravir pri na novo diagnosticiranih bolnikih  z visokim tveganjem zmanjša tveganje za hospitalizacijo in smrtni izid za okoli 50 %. Glede na objavljene podatke je enako učinkovit zoper različne različice SARS-CoV-2, vključno z delto, gamo in mi. Eden od Merckovih odborov za vrednotenje kliničnega preskušanja molnupiravirja v klinični raziskavi 3. stopnje je predlagal predčasno zaustavitev raziskave zaradi pozitivnih vmesnih rezultatov (zdravilo je doseglo vnaprej opredeljeni opazovani dogodek glede učinkovotosti) in zaradi posledične neetičnosti nadaljnje uporabe placeba v primerjalnem kraku raziskave. Odbor pri ameriškem Uradu za prehrano in zdravila je temu pritrdil.

### Regulatorni status in razpoložljivost
Molnupiravir ni odobren v Evropski uniji. Evropska agencija za zdravila (EMA) je 25. 10. 2021 začela tekoči pregled zdravila. Vendar Odbor za zdravila za humano uporabo pri EMA po preučitvi dokumentacije ni priporočil dodelitve dovoljenja za promet z zdravilom molnupiravir, saj podatki iz kliničnih preskušanj niso nedvomno potrdili učinkovitosti. Proizvajalec je posledično junija 2023 umaknil vlogo za odobritev zdravila.
Merck je oktobra 2021 v ZDA predal Uradu za prehrano in zdravila vlogo za izredno odobritev zdravila, odobritev je FDA izdal 23. 12. 2021.
4. novembra 2021 je kot prva država na svetu odobrila molnupiravir Velika Britanija, in sicer je za zdravilo izdala pogojno dovoljenje za zdravljenje blagega do zmernega covida 19 pri bolnikih z dejavniki tveganja, kot so sladkorna bolezen, debelost ali bolezen srca pri osebah, starejših od 60 let.
Ob razmahu epidemije covida 19 je več držav je že pri proizvajalcu zdravila vnaprej naročilo količine zdravila, če in ko bo le-to odobreno za uporabo. ZDA so, na primer, junija 2021 naročile zdravilo v vrednosti 1,2 milijarde dolarjev, kar pomeni količino zdravila za zdravljenje okoli 1,7 milijona bolnikov. Naročilo je postalo veljavno, ko je Urad za prehrano in zdravila izdal izredno odobritev zdravila.